# Фрідріх Ентресс
Фрідріх Карл Герман Ентресс (нім. Friedrich Karl Herrmann Entress; нар. 8 грудня 1914, Позен, Німецька імперія — пом. 28 травня 1947, Ландсберзька в'язниця, Ландсберг-ам-Лех, Німеччина) — німецький табірний лікар у різних нацистських концентраційних таборах під час Другої світової війни, військовий злочинець.
Ентресс відомий тим, що проводив медичні експерименти на людях в Аушвіці і запровадив там процедуру введення смертельних доз фенолу безпосередньо в серця в'язнів. У 1945 році Ентресс був взятий у полон, засуджений до смертної кари на судовому процесі в таборі Маутхаузен-Гузен і страчений у 1947 році.

## Життєпис

### Раннє життя
Фрідріх Ентресс народився 8 грудня 1914 року в сім'ї співробітника університетської бібліотеки в польсько-пруській провінції Позень. Після завершення Першої світової війни став громадянином Польщі. У червні 1939 року закінчив медичний факультет і склав медичний державний іспит. У жовтні того ж року приєднався до загонів Німецької народної самооборони у Позені, а з листопада перебував у військах СС (№ 352124).

### Друга світова війна
З січня 1941 року почав службу в концтаборі Ґросс-Розен, де обіймав посаду головного таборного лікаря до 10 грудня 1941 року. На підставі виконання «важливих військових завдань», що означало проведення страт, Ентресс був нагороджений хрестом «За військові заслуги» II класу з мечами.
З грудня 1941 по лютий 1943 року обіймав посаду табірного лікаря в основному таборі Аушвіц, а з березня по жовтень 1943 року — в таборі Моновіц. Ентресс також брав участь у відборі в'язнів до газових камер. Так, 29 серпня 1942 року в Аушвіці, він разом з Йозефом Клером відібрали 746 в'язнів, яких мали отруїти газом під виглядом боротьби з епідемією висипного тифу.
В Аушвіці разом з Едуардом Віртсом і Гельмутом Феттером на замовлення концерну IG Farben випробовував на ув'язнених переносимість і ефективність використання нових фармацевтичних препаратів, зокрема експериментальних ліків проти висипного тифу та туберкульозу. У багатьох випадках ув'язнених для досліджень заражали хворобами. Ентресс працював в «Блоці 21» і отримував зарплату від фармацевтичної компанії Bayer, дочірньої компанії IG Farben.
Експерименти включали руйнування легенів людей, хворих на туберкульоз. Створивши туберкульозне відділення, Ентресс удосконалив методику, перш ніж почати вбитивати пацієнтів відділення, вводячи смертельні дози фенолу безпосередньо через грудну клітку в серце жертви, що дозволяло вбивати до 100 людей щодня. Він став ключовою людиною в організації та проведенні вбивств фенолом. Ця практика могла використовуватися для приховування результатів експериментальних медичних процедур, включаючи хірургічні операції, які він та інші лікарі табору проводили попри відсутність хірургічної кваліфікації.
У 1942 році він дав дозвіл співробітнику компанії Bayer Гельмуту Феттеру на випробування на в'язнях протитуберкульозного препарату «Рутенол», похідного миш'яковистої кислоти. У тому ж році Ентресс здобув докторський ступінь без написання дисертації, що було «привілеєм, наданим німцям зі сходу».
У травні 1942 року Ентресс дістав наказ від Енно Лоллінга вбити невиліковно хворих, хворих на туберкульоз і непрацездатних ув'язнених смертельними ін'єкціями. З осені 1942 року знищенню піддавалися ті ув'язнені, які не одужували протягом чотирьох тижнів. У 1943 році був підвищений до гауптштурмфюрера СС.
З 21 жовтня 1943 до 25 липня 1944 року обіймав посаду головного лікаря в концтаборі Маутгаузен. На початку серпня 1944 року повернувся в концтабір Ґросс-Розен, де знову став головлікарем у таборі. Із січня 1945 року переведений на фронт, де був лікарем у 9-й танковій дивізії СС «Гогенштауфен».

### Після війни
Ентресс потрапив у полон в Австрії в травні 1945 року. У липні його перевели до в'язниці в Гмундені. Коли стало відомо про військові злочини Ентресса, офіційні особи США передали його до суду, створеного в колишньому концентраційному таборі Дахау, де лікар постав перед судом. Ентресс був одним із 61 обвинувачених на перших масових процесах у таборі Маутхаузен-Гузен у 1946 році і не давав свідчень на свій захист.
Ентресс став обвинуваченим на процесі у справі про злочини в концтаборі Маутгаузен, проведеному американським військовим трибуналом. У період із 1943 до 1944 року йому інкримінували селекцію ув'язнених для їхнього подальшого відправлення в газову камеру. Ентресс послався на виконання наказів і не дав свідчень у власній справі. 13 травня 1946 року його визнали винним і засудили до смертної кари через повішення. Прохання про помилування, подане його дружиною, відхилили. 28 травня 1947 року вирок виконано в Ландсберзькій в'язниці.

## Нагороди
- Хрест Воєнних заслуг II класу з мечами (1941).